# 4509 Gorbatskij
4509 Gorbatskij este un asteroid din centura principală, descoperit pe 23 septembrie 1917, de Serghei Beliavski.